# Lukoveček
Lukoveček (německy Klein Lukau) je obec v okrese Zlín ve Zlínském kraji. Žije zde 463 obyvatel.

## Historie
První písemná zmínka o vesnici pochází z roku 1480. K roku 1516 je v zemských deskách zaznamenána podoba názvu Lukowczek (1519 "na vsi Lukoweczku"). Lukoveček navazoval obchodní cesty a vypomáhal tehdejšímu hradu Lukov.

## Obyvatelstvo
| Rok            | 1869 | 1880 | 1890 | 1900 | 1910 | 1921 | 1930 | 1950 | 1961 | 1970 | 1980 | 1991 | 2001 | 2011 | 2021 |
| -------------- | ---- | ---- | ---- | ---- | ---- | ---- | ---- | ---- | ---- | ---- | ---- | ---- | ---- | ---- | ---- |
| Počet obyvatel | 380  | 400  | 382  | 377  | 387  | 373  | 380  | 404  | 443  | 441  | 360  | 344  | 367  | 405  | 460  |
| Počet domů     | 56   | 62   | 64   | 64   | 69   | 77   | 84   | 100  | 106  | 113  | 110  | 142  | 147  | 155  | 164  |

## Obecní správa a politika
Mezi lety 1869–1976 Lukoveček byl obcí v okrese Holešov (1869–1930) a později v okrese Gottwaldov. Od 15. července 1976 do 31. prosince 2000 patřil jako část 
města k Fryštáku v okrese Zlín (od 15. července 1976 do 31. prosince 1989 okres Gottwaldov) a od 1. ledna 2001 je opět samostatnou obcí.

### Politika
V letech 2006–2010 působil jako starosta Miroslav Krajča, od roku 2022 zastává tuto funkci jako neuvolněný starosta Ing. Lukáš Pšeja.

### Obecní symboly
Znak a vlajka byly obci uděleny rozhodnutím předsedy Poslanecké sněmovny Parlamentu České republiky dne 25. března 2005.

## Pamětihodnosti
- Kaple Panny Marie Pomocné
- Pomník T. G. Masaryka
- 2 kříže

## Galerie

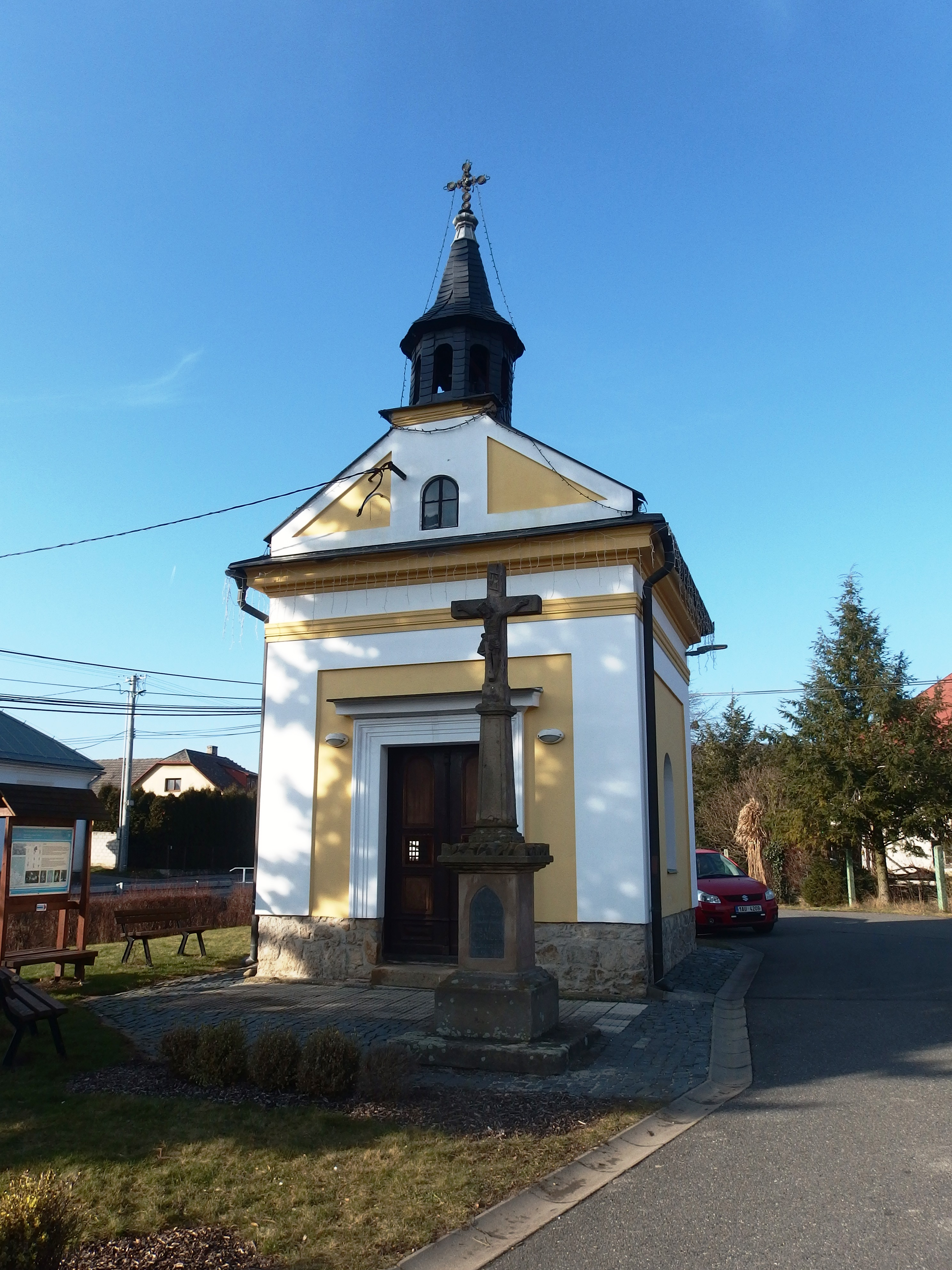
Kaple Panny Marie Pomocné
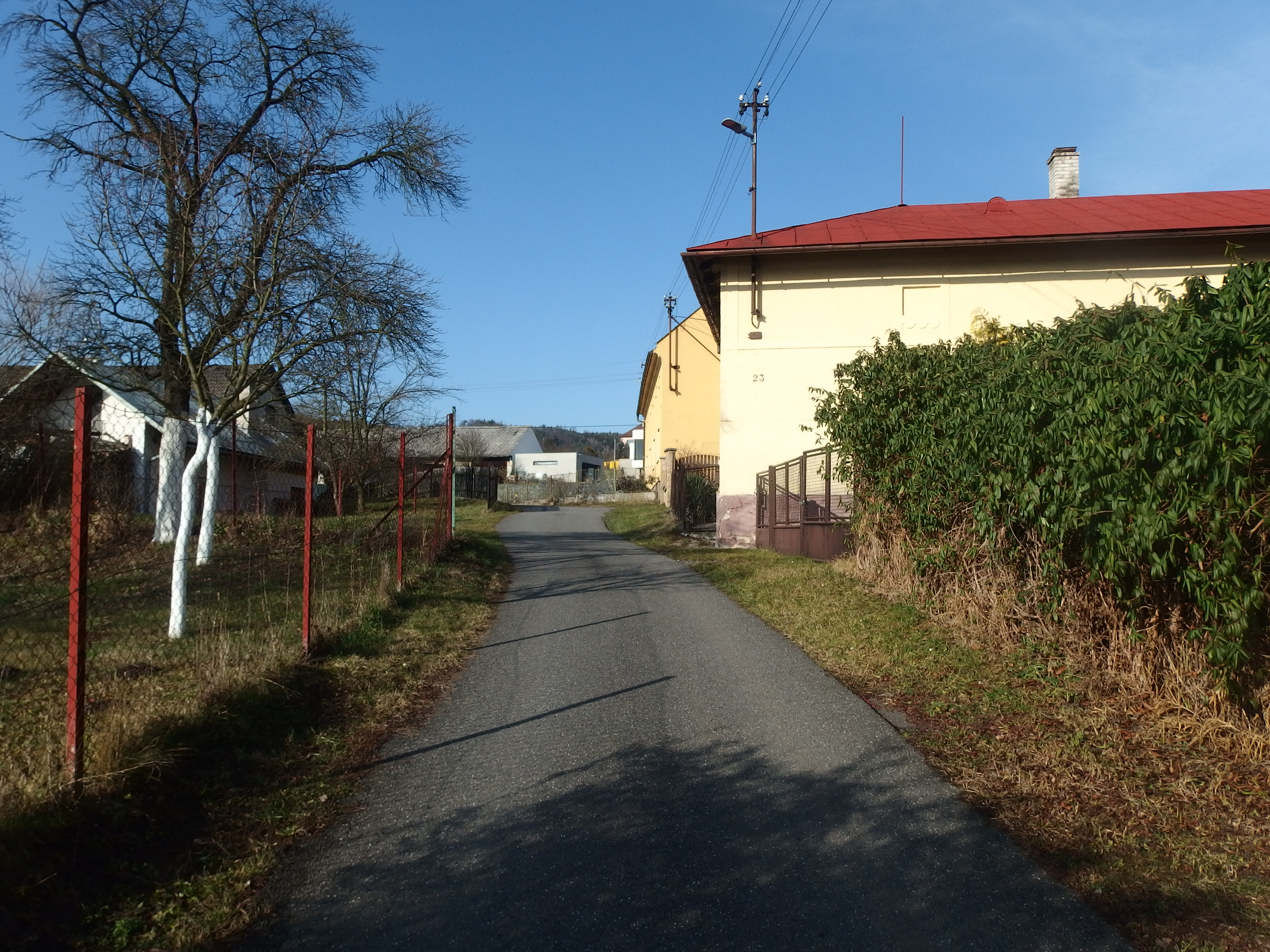
Mlýnská ulice
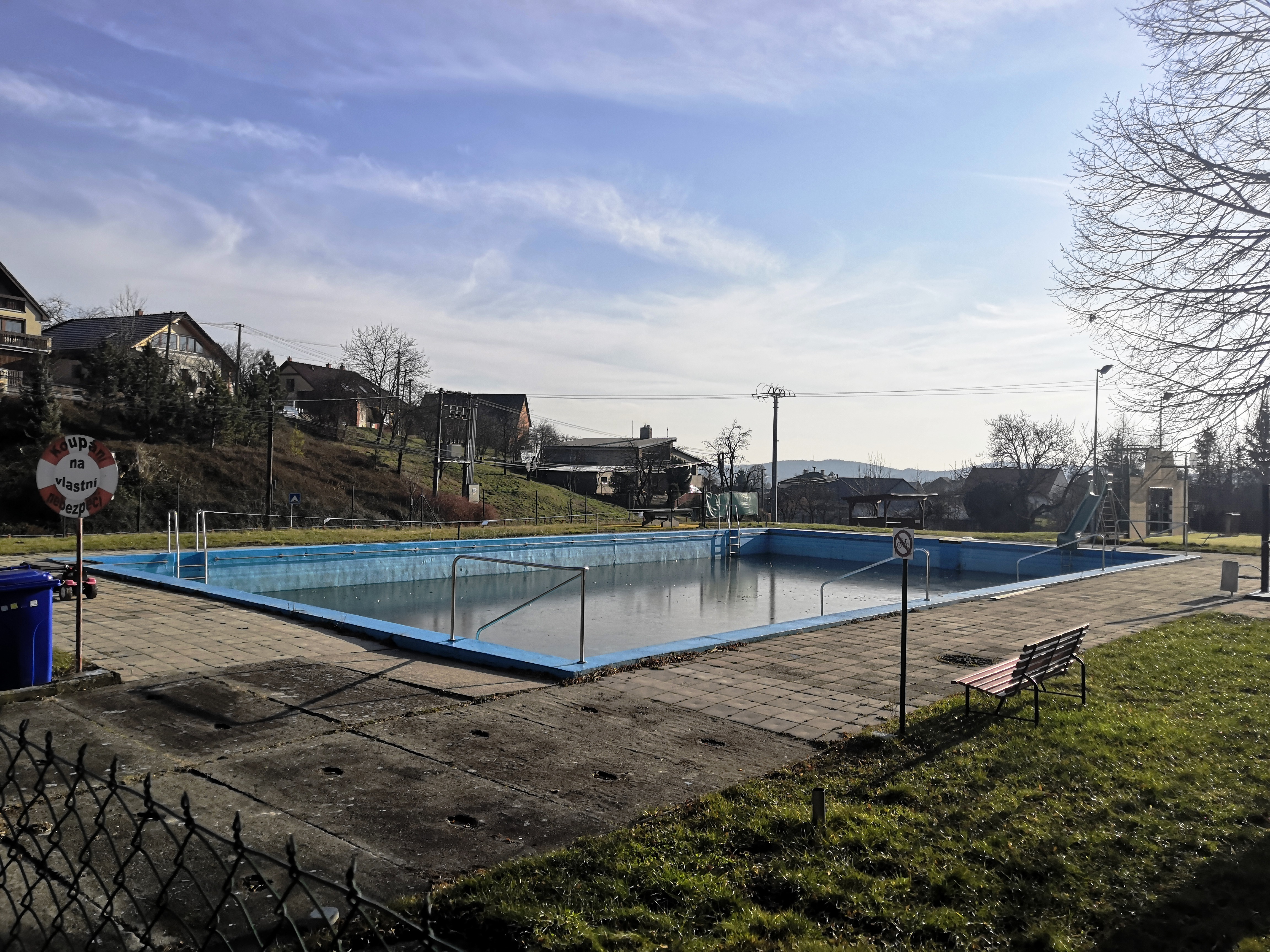
Koupaliště
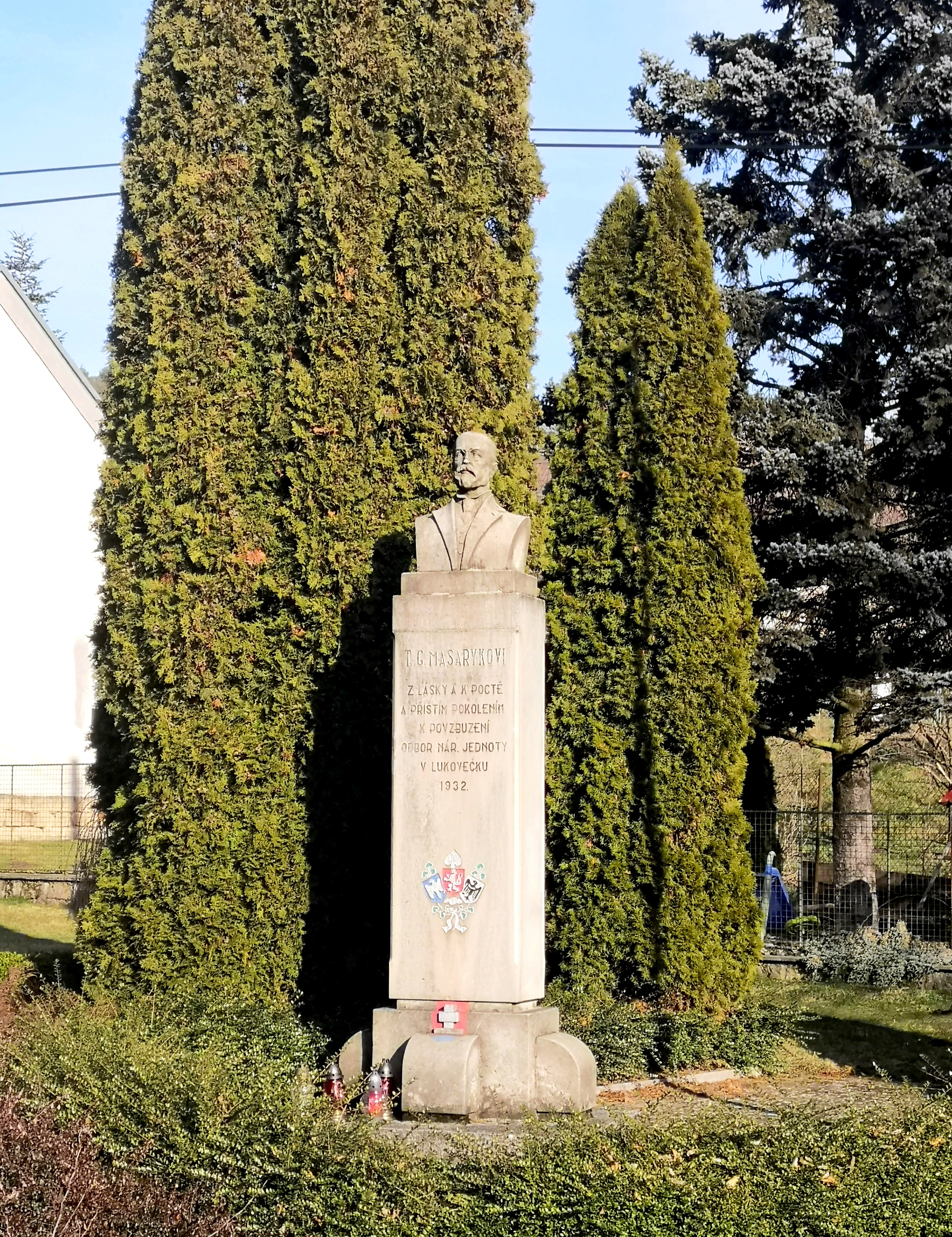
Pomník TGM
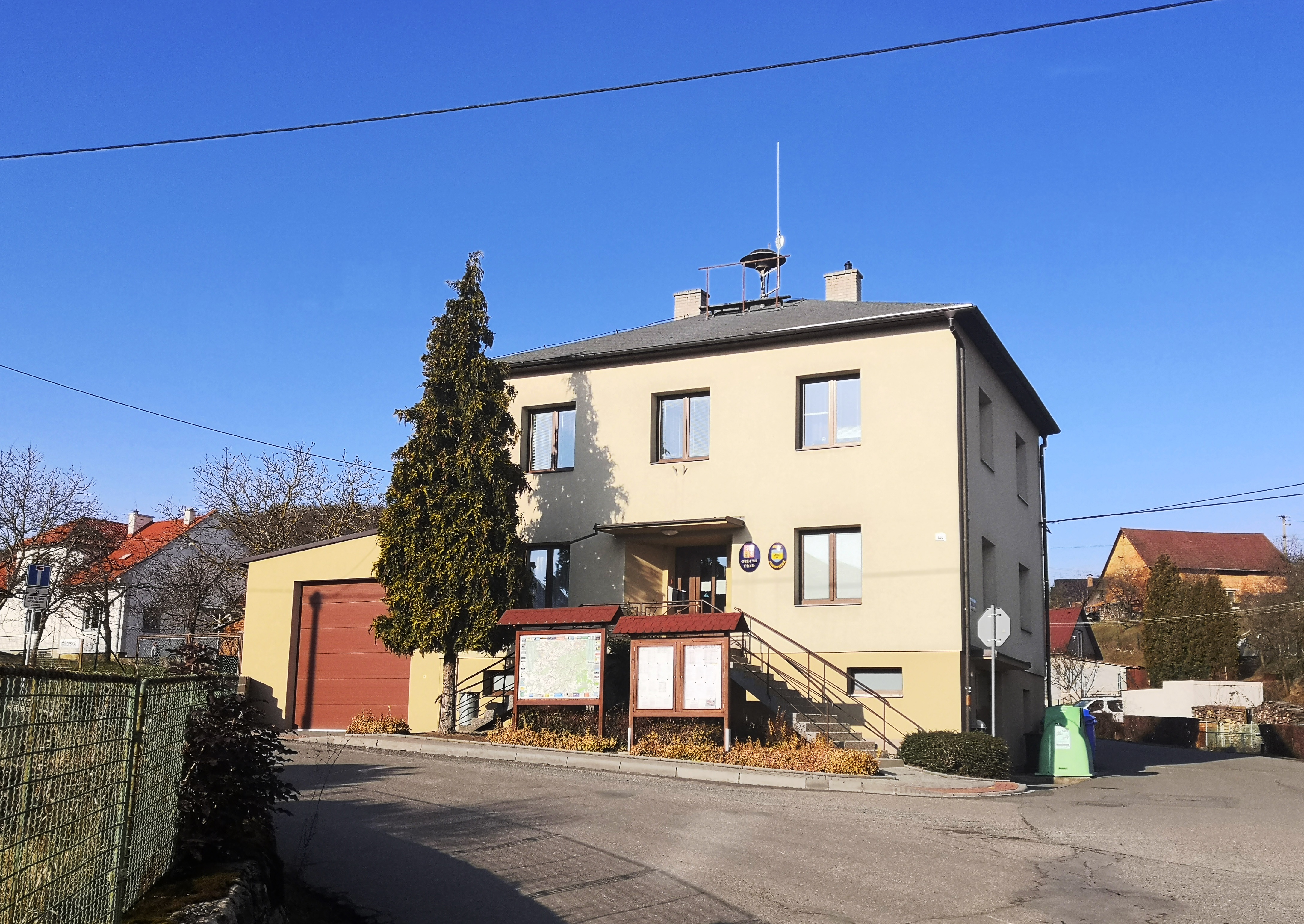
Obecní úřad